# روث أبرامز
روث أبرامز (بالإنجليزية: Ruth Abrams)‏ هي رسامة أمريكية، ولدت في 1912 في بروكلين في الولايات المتحدة، وتوفيت في 12 مارس 1986.